# Agathia laqueifera
Agathia laqueifera är en fjärilsart som beskrevs av Louis Beethoven Prout 1912. Agathia laqueifera ingår i släktet Agathia och familjen mätare. Inga underarter finns listade i Catalogue of Life.